# Armamentul Armatei României în Primul Război Mondial
Înzestrarea cu armament a Armatei României după Războiul de Independență s-a făcut aproape exclusiv prin achiziții din străinătate. Având în vedere aderarea Regatului României la Tripla Alianță, aceste achiziții s-au făcut cu precădere de la firmele germane - pentru armamentul de artilerie - și austriece, pentru armamentul ușor de infanterie. Pe de altă parte, înzestrarea aeronauticii și a marinei militare s-a făcut prin intermediul firmelor franceze, britanice și italiene.
În acest sens,  generalul Dumitru Iliescu remarca cu amărăciune că, „arsenalul adevărat, pirotehnia și pulberăria noastră se aflau în Essen-Krupp (pentru tunuri) sau în Austria, la Steyr (pentru puști) și Hirtenberg (cartușe), la Bluman, Troisdorf și Rottweil (pentru pulberi)”. :pp 6-7
La începutul anului 1914, Ministerul de Război a întocmit un plan de completare a materialului de război, care prevedea achiziționarea din străinătate, în special din Germania si Austria, a următoarelor echipamente militare: 200 000 de puști, 134 de mitraliere, 582 de pusti-mitralieră, 22 000 de carabine, 45 000 de pistoale; 85 000 de pumnale; 60 de baterii de câmp de 75 mm, 26 de baterii de tunuri grele de 155 mm, 100 de milioane de cartușe de infanterie, 4.000 de proiectile de obuziere de 150 mm.  
Izbucnirea războiului a oprit importurile, până în august 1914 ajungând în țară doar 24 de mitraliere, 102.806 puști și 29.535 carabine Mannlicher.:pp 36-37

## Pregătiri de război

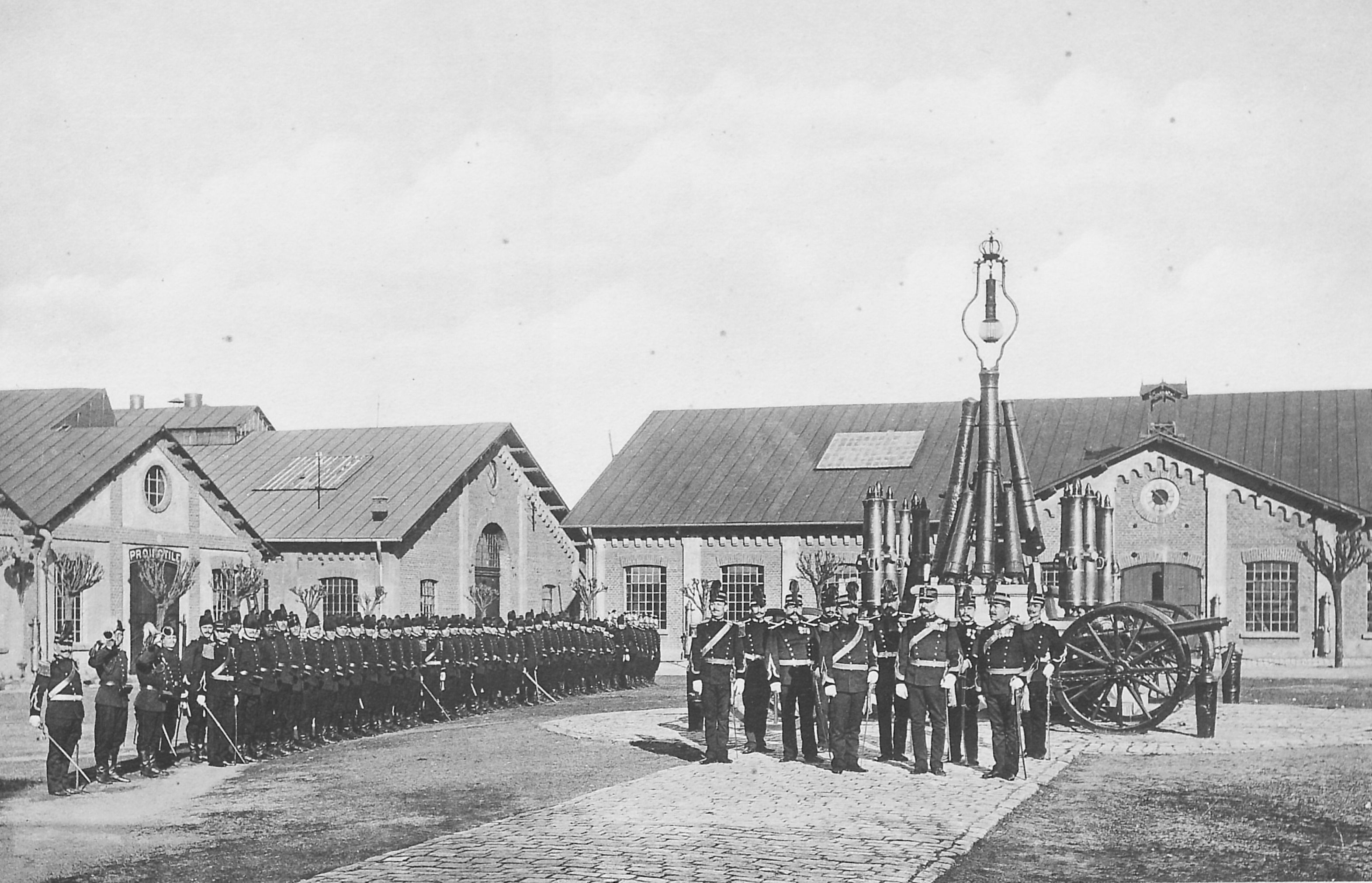
Arsenalul Armatei din Târgoviște

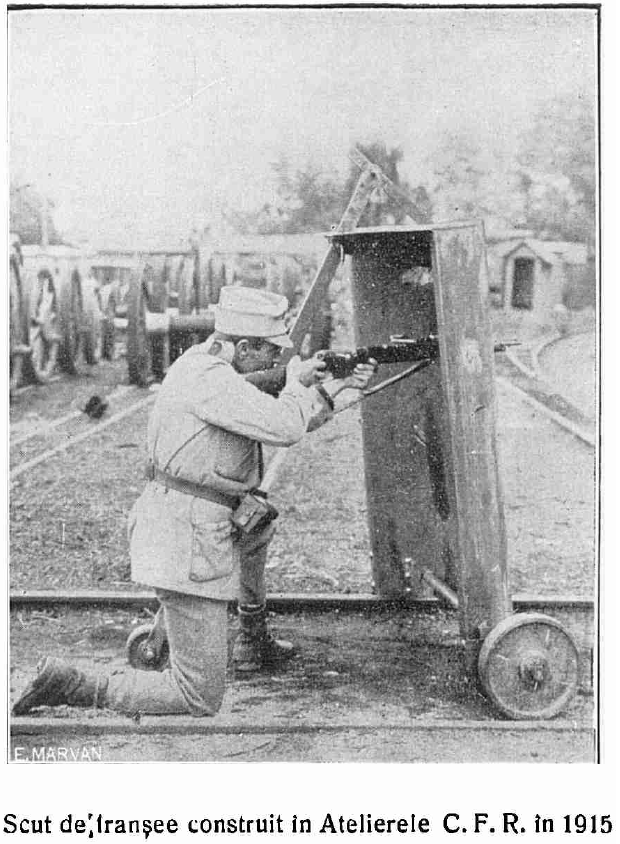
Scut de tranșee construit la Atelierele CFR

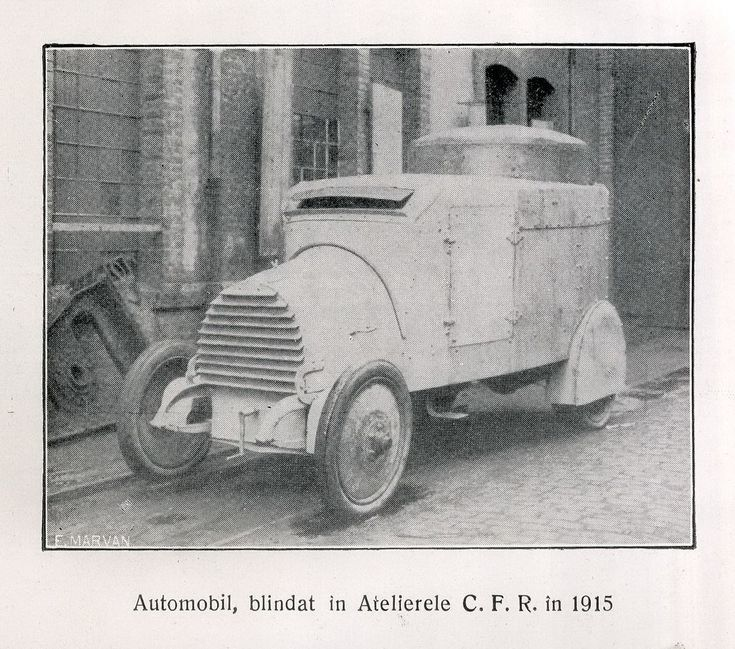
Automobil blindat construit la Atelierele CFR în 1915

La izbucnirea războiului, Armata României, din punct de vedere al nivelului capacității de luptă, nu putea asigura instrumentul de forță la îndemâna conducerii politice a țării pentru atingerea scopurilor unei eventuale participări la ostilități. Această stare de fapt se datora unei neglijări permanente a armatei de către decidenții politici. După cum arăta Ion G. Duca: „Expediția din Bulgaria din anul precedent ne dovedise că puterea noastră militară era fictivă, că armata noastră n-avea cadre suficiente, că rezervele ei nu erau organizate, că lipseau echipamentul, munițiile, armamentul, artileria grea, serviciile dinapoi, medicamentele”.:p. 110
Sub impactul acestor lecții identificate, noul guvern liberal instalat la începutul anului 1914 a decis demararea unui program masiv de recuperare a întârzierilor și întărirea capacității de luptă a armatei, aflată într-o situație critică pentru că, după cum arăta generalul Dumitru Iliescu, sub-șef al Marelui Stat Major, „la 1 ianuarie 1914 armata se găsea în cea mai mare lipsă de tot ce-i era neapărat trebuincios pentru a intra în campanie”.:p. 141
În acest context, Ministerul de Război - al cărui titular era chiar premierul Ion I.C. Brătianu - și Marele Stat Major au elaborat patru planuri de reformă a armatei având ca obiectiv general creșterea capacității combative a acesteia, printre care și „Planul de completare, transformare și reparare a armamentului, munițiilor și materialelor de război” și „Planul pentru completarea echipamentului de toate categoriile și acela pentru hotărârea subzistențelor oamenilor și animalelor la toate eșaloanele de luptă și studierea înființării centrelor mari de aprovizionare de nutriment si echipament”.:p. 12
Pentru punerea în practică a acestor planuri au fost alocate fonduri importante, atât prin buget cât și prin credite extraordinare. Bugetul Ministerului de Război a crescut de la 73.000.000 lei în 1913 la 115.000.000 lei (18% din bugetul de stat) în 1916. În același timp, până în toamna anului 1916 suma creditelor pentru armată a atins  700.000.000 lei, iar până la intrarea României în război la 838.841.215 lei.:p. 34
In privința completării armamentului și echipamentului militar, responsabilii militari au fost nevoiți să facă față la două situații critice: lipsa unui personal și a mijloacelor calificate pentru producția internă de război și restrângerea surselor de aprovizionare externe, cele două coaliții aflate în luptă fiind reticente atunci când era vorba de onorarea comenzilor statului român. De asemenea, diversitatea de tipuri de calibre a armamentului a avut un impact negativ asupra instruirii trupelor, nepermițând o uniformizare a instrucției și a adus greutăți în aprovizionarea cu muniții în timpul războiului mondial.:pp 112-125
Rezultatul eforturilor din anii neutralității au avut ca efect transformarea armatei române într-un instrument de luptă, având însă două mari limitări: o inferioritate a înzestrării tehnice - ca rezultat al greutăților în asigurarea cu armament și muniție ca urmare a izbucnirii războiului – și o lipsă de pregătire și instruire privind noile metode, tactici și procedee de ducere a luptei utilizate pe fronturile de război.:pp 211-212

## Armament de infanterie
În perioada imediat următoare cuceririi independenței s-a desfășurat o primă etapă a procesului de înzestrare a Armatei României cu armament modern. Acum au fost achiziționate și au intrat în dotare puștil și carabinele „Henry-Martini”, model 1879, importate din Germania, precum și carabinele Steyr din Austria. Într-o etapă ulterioară, începând cu anul 1894 acestea au fost înlocuite cu pușca cu repetiție „Mannlicher”, model 1893, calibru 6,5 - pentru infanterie și carabinele similare pentru cavalerie.:p. 110
Pușca Mannlicher a fost livrată într-un model modificat conform cerințelor părții române (în special înlocuirea țevii standard de calibru 8 mm cu una de calibru 6,5 mm), cunoscut sub denumirea de „Mannlicher model românesc - 1893”. Până în 1902 au fost comandate un număr de 150.000 de astfel de puști și carabine. Odată cu intrarea acestor arme în dotare s-a introdus și muniția cu pulbere fără fum, care asigura o viteză inițială a glonțului de peste 700 m/s.:p. 486
După 1910 au fost comandat primele arme automate, mitralierele Maxim, Md. 1909, cal. 6,5 mm (modificate special pentru a folosi aceeași muniție ca și puștile Mannlicher), din Germania, respectiv mitralierele Schwarzlose, Md. 1907/1912, 6,5 mm, din Austro-Ungaria. Cantitățile livrate până la izbucnirea războiului au fost mici, asigurând doar înzestrarea unei companii cu patru piese pentru fiecare regiment de infanterie (160 de bucăți).:p. 111
Înaintea declanșării războiului mondial armamentul de infanterie din înzestrarea Armatei României cuprindea: 474 036 puști, 39.231 carabine, 413 mitraliere și 61.189 pistoale și revolvere, de o mare diversitate de tipuri și calibre, ceea ce avea să influențeze negativ atât calitatea instruirii trupelor cât și aprovizionarea cu muniție pe timpul războiului.:p. 40
| Categoria de armament de infanterie                        | Cantitate | Muniții     |
| Pușcă cu repetiție Mannlicher, Md. 1893, cal. 6,5 mm       | 271.130   | 194.517.000 |
| Pușcă cu repetiție Mannlicher, Md. 1889 și 1895, cal. 8 mm | 60.000    | 28.229.856  |
| Pușcă Henry-Martini, Md. 1879, cal. 11,43 mm               | 142.906   | 17.707.676  |
| Total puști                                                | 474.036   | 240.454.532 |
| Mitralieră Maxim, Md. 1910, cal. 6,5 mm                    | 413       | 20.134.964  |
| Total mitraliere                                           | 413       | 20.134.964  |
| Pistol automatic Steyr, md 1912, cal 9 mm                  | 50.000    | 5.000.000   |
| Revolver Saint Etienne, Md. 1896 cal. 8 mm                 | 11.189    | 1.733.050   |
| Total pistoale și revolvere                                | 61.189    | 6.733.050   |

### Arme de foc

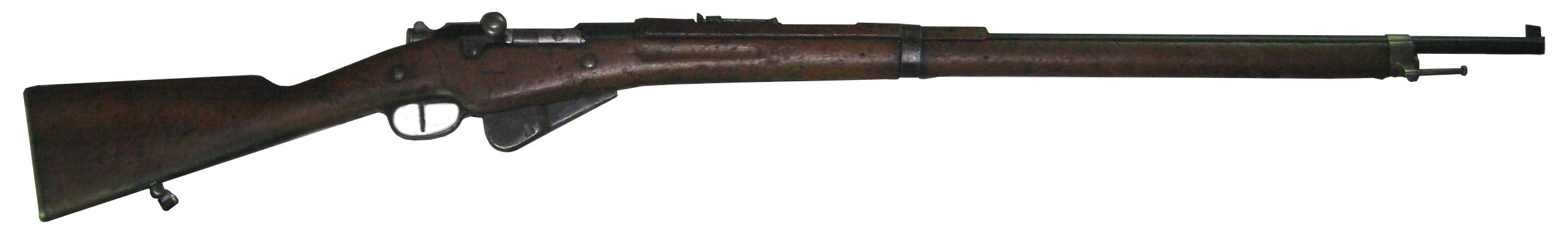
Pușcă Berthier Md. 1907/1915

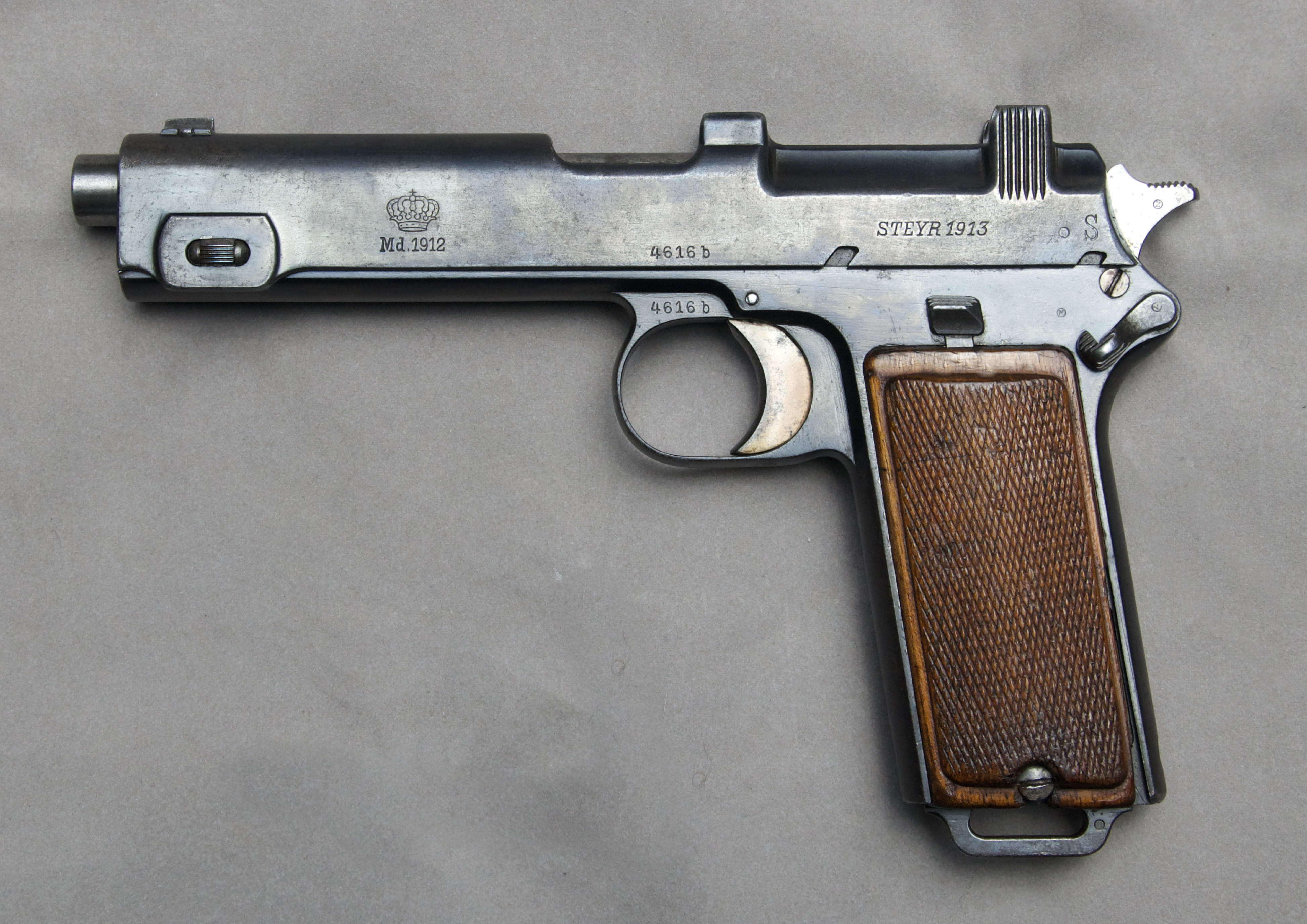
Pistol automatic Steyr

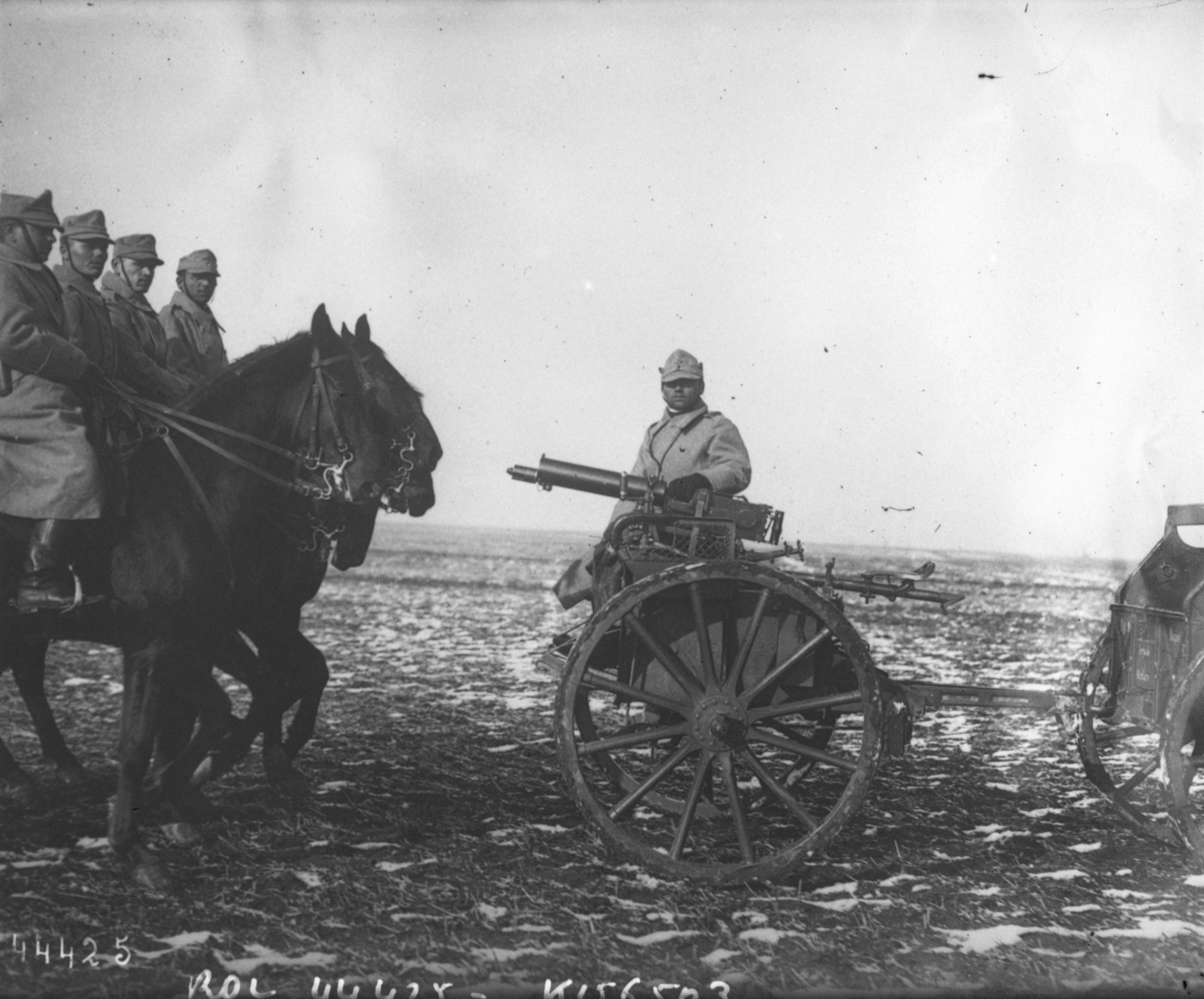
Mitralieră Maxim

#### Pistoale și revolvere
- Revolver Saint Etienne, Md. 1896 cal. 8 mm
- Revolver Smith&Wesson, Md. 1914, cal. 11 mm
- Revolver Bayard, Md. 1915, cal. 8 mm
- Pistol automatic Steyr, md 1912, cal 9 mm

#### Puști
- Pușcă cu repetiție Mannlicher, Md. 1893, cal. 6,5 mm
- Pușcă cu repetiție Mannlicher, Md. 1888, cal. 8 mm
- Pușcă cu repetiție Mannlicher, Md. 1895, cal. 8 mm
- Pușcă cu repetiție Lebel, Md. 1886 M93, cal. 8 mm
- Pușcă cu repetiție Berthier, Md. 1907/1915, cal. 8 mm
- Pușcă Vetterly-Vitali, Md. 1870/1887, cal. 10,35 mm
- Pușcă Martini–Henry, Md. 1879, cal. 11,43 mm

#### Puști mitraliere
- Pușcă-mitralieră Hotchkiss, Md. 1909, cal. 8 mm
- Pușcă-mitralieră Chauchat CSRG Md. 1915, cal. 8 mm
- Pușcă-mitralieră Lewis, Md. 1912, cal. 7,62 mm

#### Mitraliere
- Mitralieră Maxim, Md. 1909, cal. 6,5 mm
- Mitralieră Maxim, Md. 1910, cal. 7,92 mm
- Mitralieră Maxim M1910, cal. 7,62 mm
- Mitralieră Chatellerault,Md. 1907, cal. 8 mm
- Mitralieră Schwarzlose, Md. 1907/1912, 6,5 mm
- Mitralieră Vickers Mk. 1, cal. 7,7 mm
- Mitralieră Colt, Md. 1895/1916, cal. 7,62 mm
- Mitralieră Hotchkiss, Md. 1914, cal. 8 mm

### Arme albe
- Sabie de ofițer, Md. 1893
- Sabie de ofițer de infanterie, Md. 1916

## Armament de cavalerie
Trupele de cavalerie erau înzestrate cu același tip de armament ca și cel al infanteriei, cu specificația că era varianta carabină a armelor respective. Situația înzestrării trupelor de cavalerie la începutul războiului este prezentată în tabelul următor.:p. 40
| Categoria de armament de infanterie                     | Cantitate | Muniții   |
| Carabină Mannlicher, Md. 1893, cal. 6,5 mm              | 30.507    | 8.385.000 |
| Carabină Henry-Martini, Md. 1879, cal. 11,43 mm         | 8.724     | 872.400   |
| Total carabine                                          | 39.231    | 9.257.400 |
| Mitralieră Maxim, Md. 1909, cal. 6,5 mm (pt. cavalerie) | 12        | 585.036   |
| Total mitraliere                                        | 12        | 585.036   |

### Arme de foc

#### Pistoale și revolvere
- Revolver Saint Etienne, Md. 1896 cal. 8 mm
- Pistol automatic Steyr, md 1912, cal 9 mm

#### Puști
- Carabină Mannlicher, Md. 1893, cal. 6,5 mm
- Carabină, Md. 1879, cal. 11,43 mm

#### Mitraliere
- Mitralieră Maxim, Md. 1909, cal. 6,5 mm

### Arme albe
- Sabie de ofițer, Md. 1893
- Sabie pentru jandarmi călări, Md. 1895
- Sabie pentru cavalerie trupă, Md. 1906
- Sabie de ofițer de cavalerie, Md. 1909
- Sabie pentru cavalerie trupă, Md. 1916
- Lance de cavalerie, Md. 1908

## Armament de artilerie

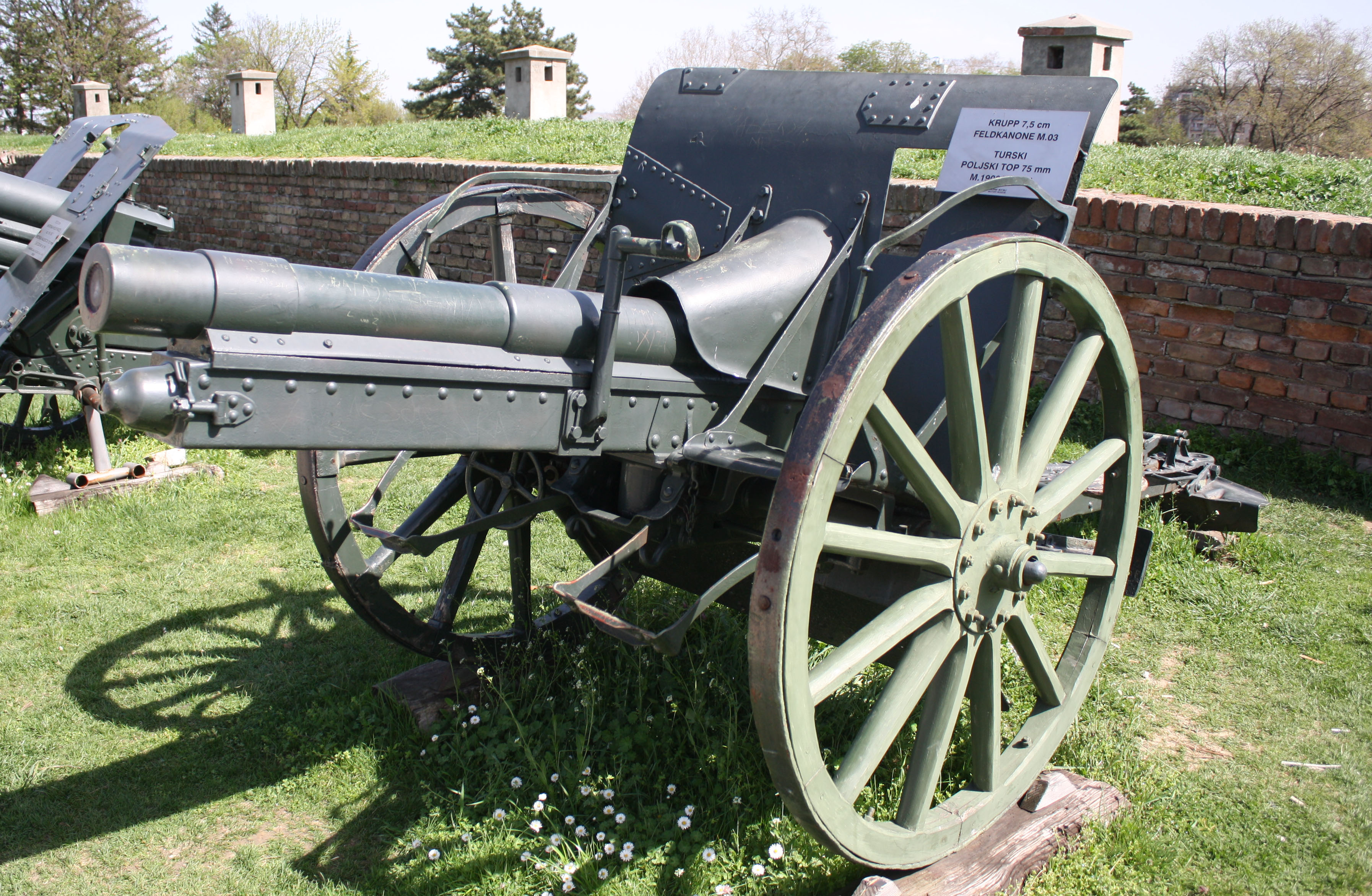
Tun Krupp cal. 75 mm

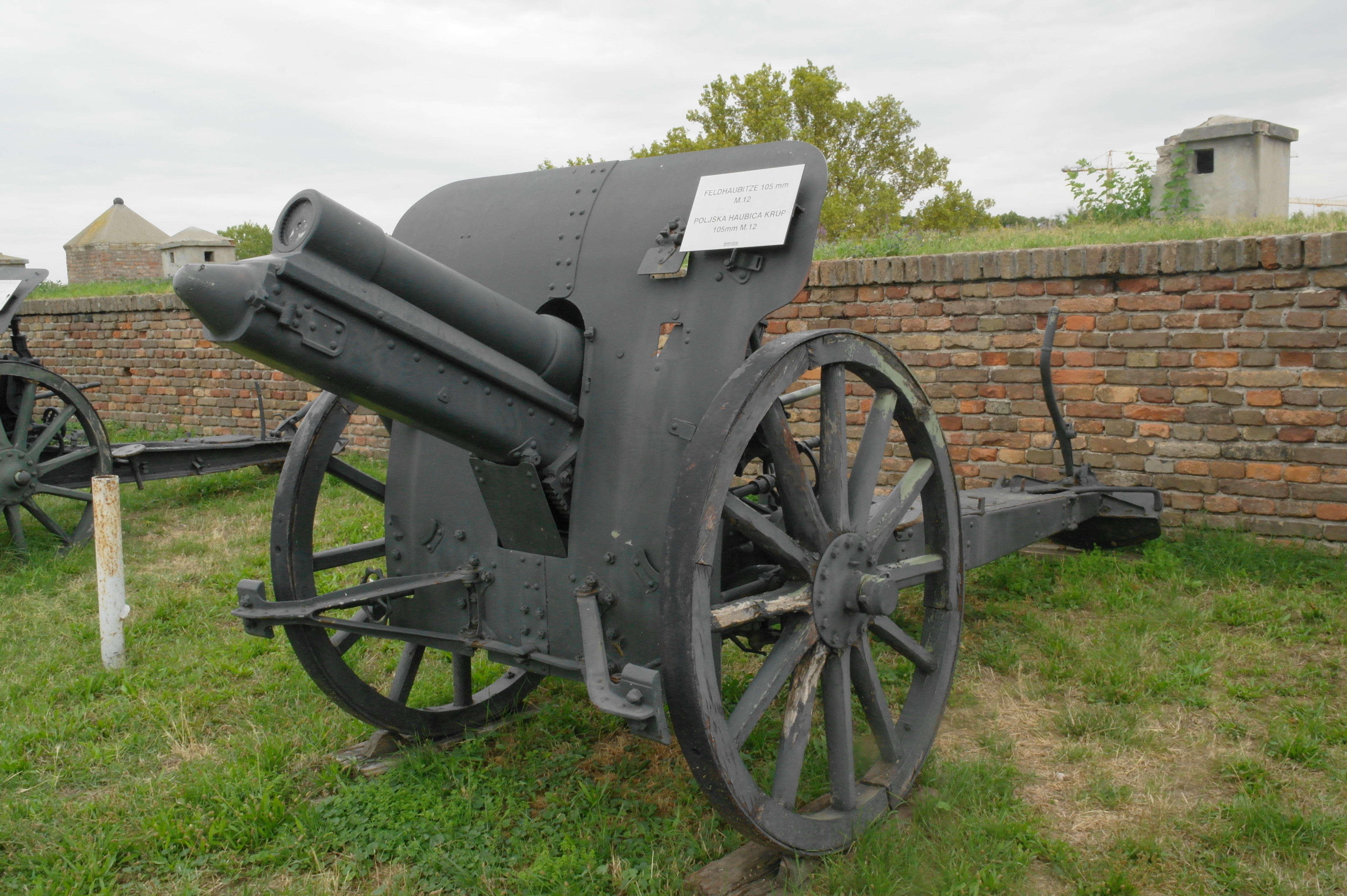
Obuzier Krupp cal. 105 mm

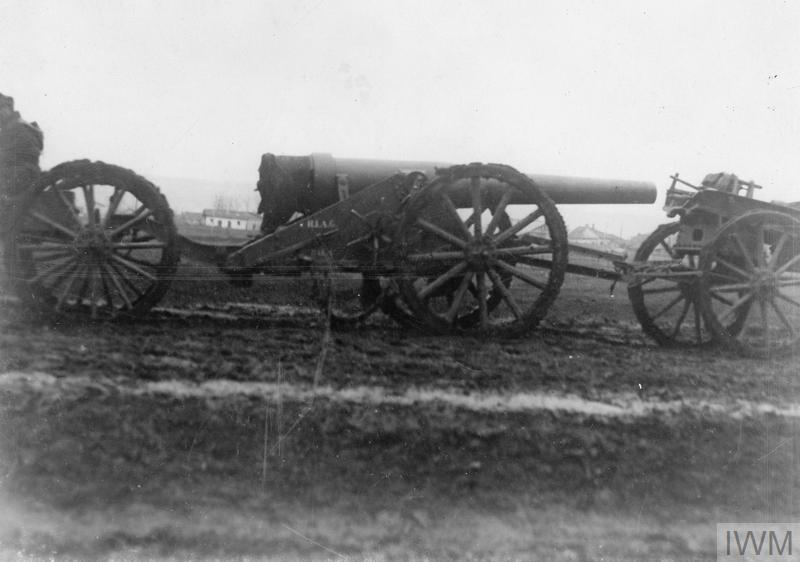
Tun Krupp cal. 150 mm de cetate

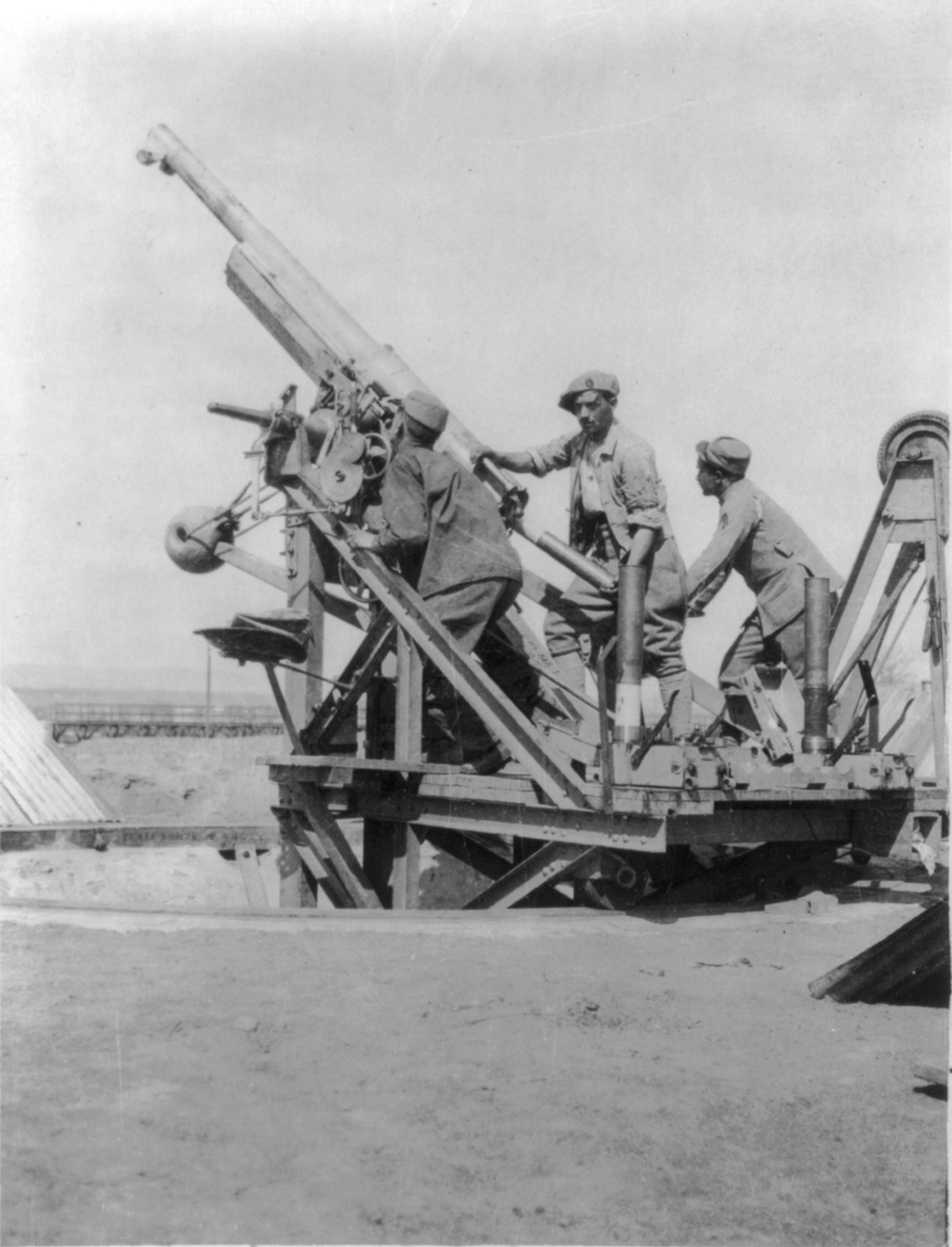
Tun a.a. Puteaux cal. 75 mm

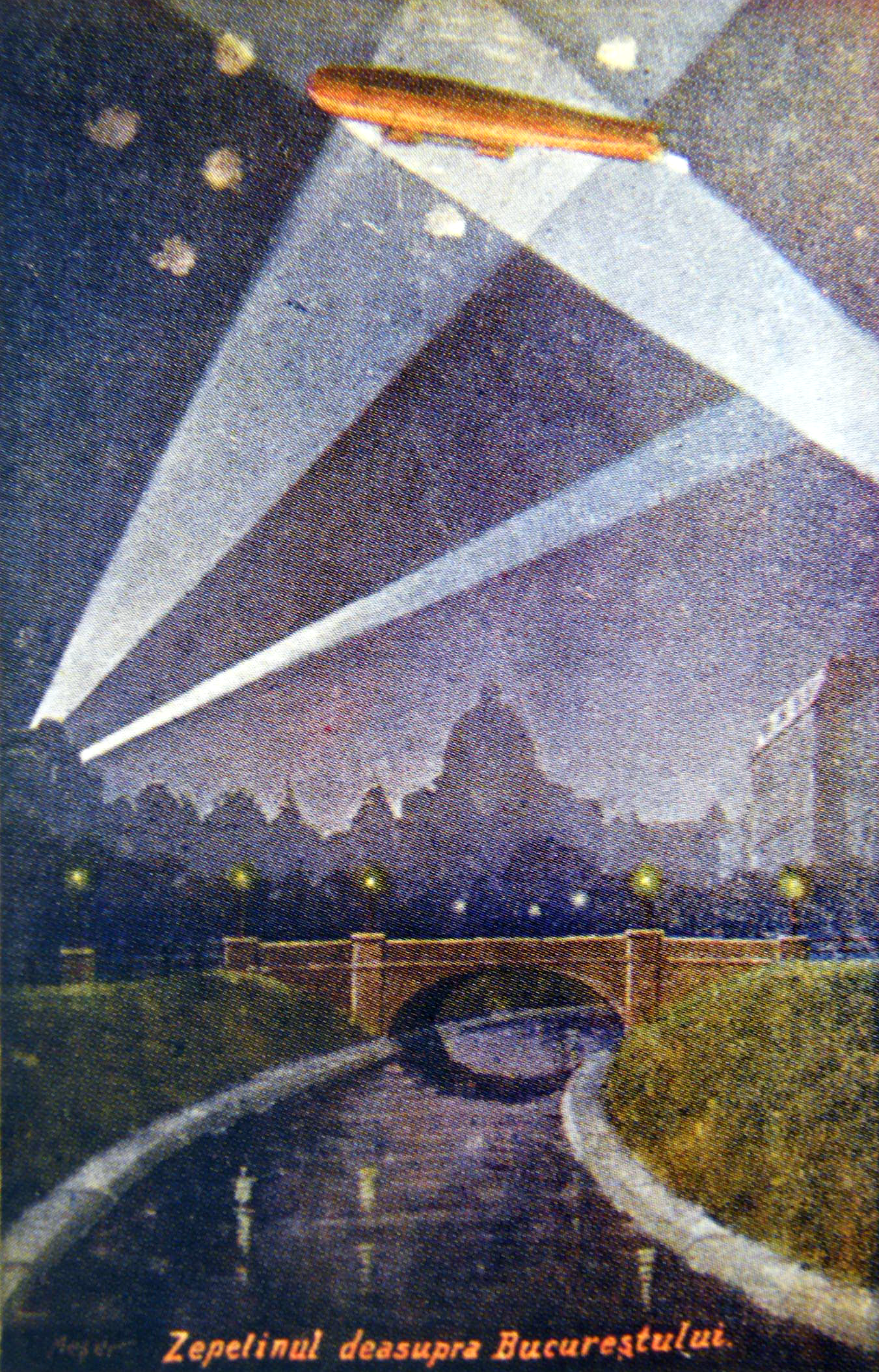
Zepelin atacând

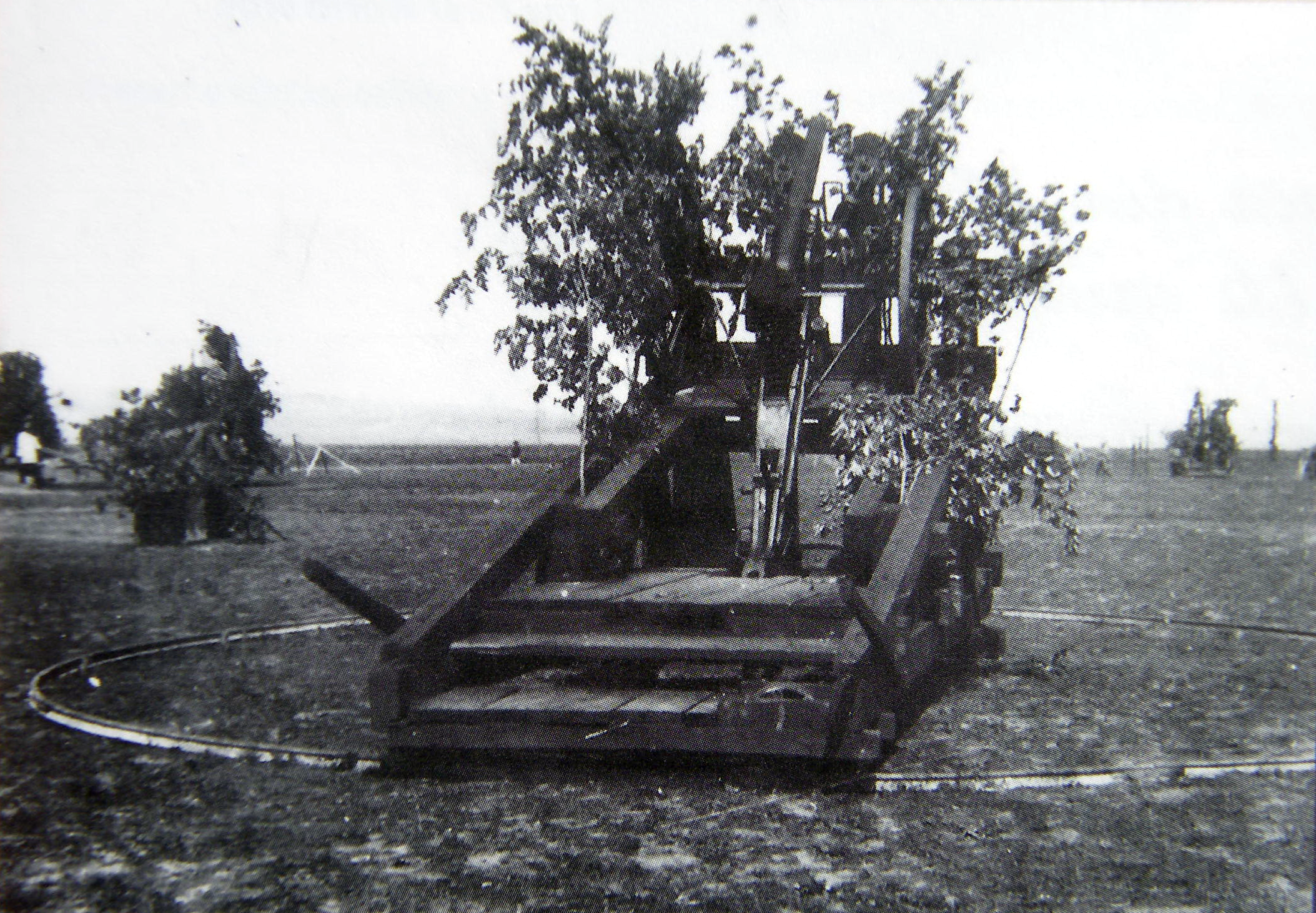
Tun antiaerian cal. 57 mm sistem Negrei

La începutul războiului, artileria de câmp era înzestrată cu tunuri germane din oțel „Krupp”, model 1880, calibrul 75 mm și 87 mm (tunuri cu tragere înceată). Începând cu 1905 au intrat în dotare tunurile „cu tragere repede”, „Krupp”, model 1904, calibru 75 mm, cu muniție care folosea pulberea fără fum. În afară de tunuri artileria de câmp mai avea în dotare și obuziere de mare calibru „Krupp” model 1901, calibru 120 și model 1912, calibru 105 și „Schneider-Creusot”, model 1912 calibru 150 (importate din Franța).
Artileria de munte era înzestrată cu tunuri din bronz „Armstrong”, model 1883, calibru 63 mm. Înainte de intrarea în război au sosit din import un număr mic de tunuri franceze mai performante „Schneider-Creusot”, model 1912, calibru 75.
Artileria de cetate era dotată cu tunuri germane „Krupp” și franceze „Hotchkiss”, cu cupole cuirasate produse la Uzinele „Saint Chamond” (Franța) și „Grüson” (Germania).:pp 113-117

### Artilerie de munte
- Tun Armstrong, Md. 1883, cal. 63 mm
- Tun de munte italian, Md. 1911, cal. 65 mm⁠(en)[traduceți]
- Tun de munte ''Krupp'', Md. 1912, cal. 75 mm⁠(en)[traduceți]
- Tun de munte ''Schneider'', Md. 1912, cal. 75 mm⁠(en)[traduceți]

### Artilerie de câmp
- Tun cu tragere înceată Krupp, Md. 1880, cal. 75 mm
- Tun Krupp, Md. 1904, cal. 75 mm
- Tun Krupp, Md. 1880, cal. 87 mm
- Obuzier Krupp, Md. 1912, cal. 105 mm
- Obuzier Krupp, Md. 1901, cal. 120 mm
- Obuzier Schneider, Md. 1912, cal. 105 mm
- Obuzier Schneider, Md. 1912, cal. 150 mm
- Obuzier Schneider, Md. 1917, cal. 155 mm
- Tun Puteaux, Md. 1897, cal. 75 mm
- Tun scurt De Bange, Md. 1878, cal. 90 mm
- Tun lung De Bange, Md. 1878, cal. 120 mm
- Obuzier ''De Bange'', Md. 1877, cal. 155 mm⁠(en)[traduceți]
- Obuzier Vickers, Md. 1896, cal. 127 mm
- Mortier de tranșee
- Mortier Negrei, Md. 1916, cal. 250 mm

### Artilerie de cetate
- Tun cu tragere repede Hotchkiss, Md. 1888/1891 cal. 57 mm
- Tun ''Krupp'', Md. 1885/1891, cal. 105 mm⁠(en)[traduceți]
- Tun Krupp, Md. 1885/1891, cal. 150 mm
- Obuziere ''Krupp'', Md. 1888/1891, cal. 210 mm⁠(en)[traduceți]
- Tun cu tragere repede Gruson, Md. 1887, cal. 37 mm
- Tun cu tragere repede ''Gruson'', Md. 1887, cal. 53 mm
- Obuzier Gruson, Md. 1888, cal. 120 mm
- Mortiere sferice Gruson, Md. 1887, cal. 120 mm

### Artilerie antiaeriană
- Tun ''Krupp'', Md. 1880, cal. 75 mm, instalat pe platformă rotativă⁠(en)[traduceți]
- Tun cu tragere repede Hotchkiss, Md. 1888/1891, cal. 57 mm, montat pe afet tip „Negrei”
- Tun cu tragere repede Hotchkiss, Md. 1888/1891, cal. 57 mm, montat pe afet tip „Burileanu”
- Tun cu tragere repede Gruson, Md. 1887, cal. 53 mm, montat pe afet tip „Burileanu”
- Tun cu tragere repede Hotchkiss, Md. 1888/1891, cal. 57 mm, montat pe afet tip „Krupp”
- Tun antiaerian cu tragere repede Deport, Md. 1911, cal. 75 mm
- Tun antiaerian cu tragere repede Puteaux, Md. 1897, cal. 75 mm
- Autotun antiaerian Putilov, Md. 1902, cal. 76,2 mm
- Mitraliere antiaeriene
- Mitraliere antiaeriene ''Cristopher&Montigny'', Md 1872, cal. 11 mm⁠(en)[traduceți]
- Proiectoare Harel, de 90 mm

### Arme albe
- Sabie pentru artilerie trupă, Md. 1890
- Sabie de ofițer, Md. 1893
- Sabie pentru artilerie trupă, Md. 1896
- Sabie pentru artilerie trupă, Md. 1916

## Automobile militare

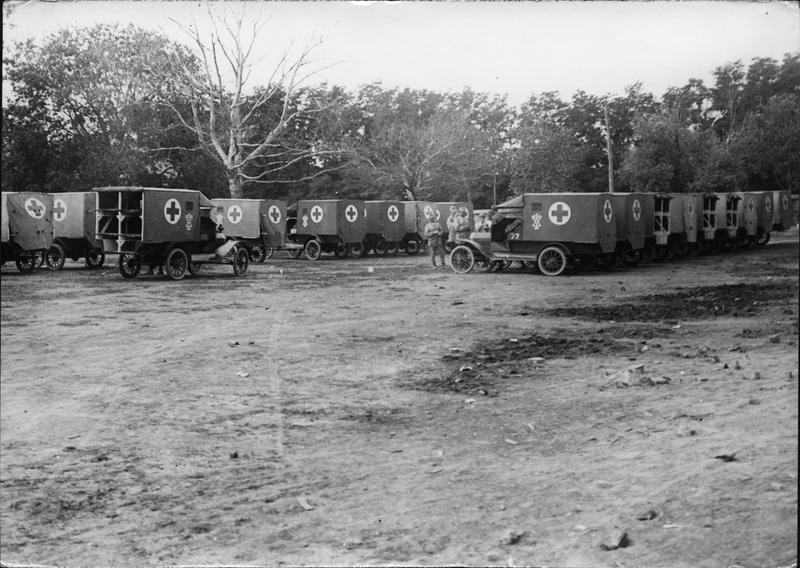
Autosanitare "Regina Maria" convertite din automobile Ford Model T

Automobiliștii militari, organizați în Corpul Automobiliștilor Voluntari din 1912, aveau în înzestrare la începutul războiului 92 de autoturisme, 108 camioane, 20 camionete, 5 autobuze, 13 autotractoare, 42 remorci și 104 motociclete la care se adăuga un număr de 875 autosanitare convertite local. După rechizițiile din data mobilizării, numărul autovehiculelor a ajuns la 210 vehicule ale armatei și 1710 vehicule venite voluntar sau din rechiziții.
La formarea Regimentul de Tracțiune Automobilă pe 1 Martie 1917, acesta avea 895 autoturisme, 193 autosanitare, 123 autocamionete, 92 motociclete, 32 motomitraliere, 5 autotunuri, 5 autocisterne și 1 autotractor. În total armata dispunea de 1735 mijloace auto. Acestea erau de mai multe modele precum Austro-Daimler, Benz, Berliet, Fiat, Ford, Hotchkiss, Mercedes, Renault, Rochet-Schneider.

### Automobile blindate

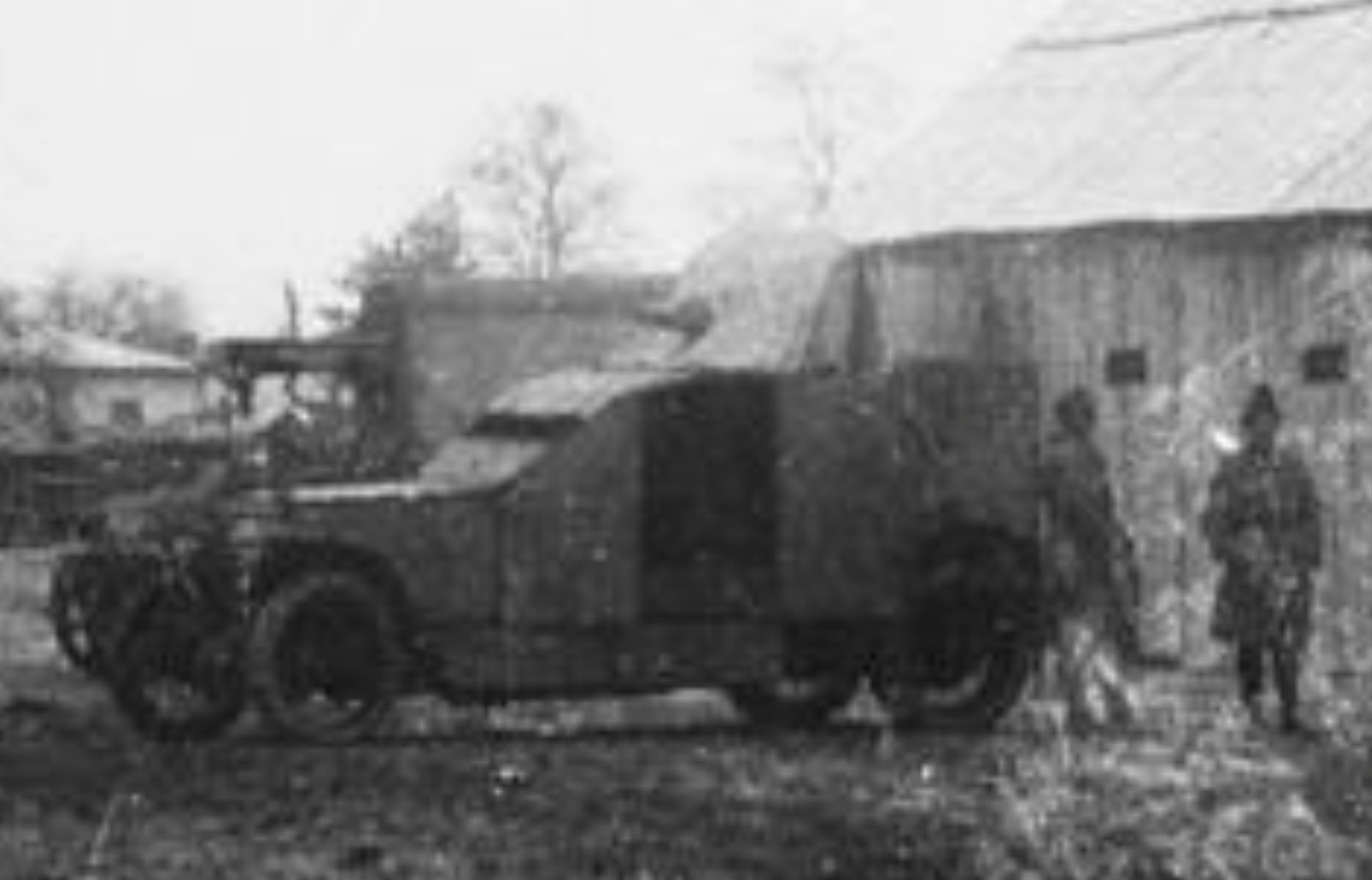
Autoblindată Peugeot la Iași în 1917

Automobilele blindate au fost organizate în Grupul de automitraliere constituit în 1916 sub comanda Marelui Cartier General. Grupul avea 2 autoblindate Renault⁠(en)[traduceți] și 2 Peugeot⁠(en)[traduceți] înarmate cu câte o mitralieră Chatellerault cal. 8 mm și era organizat în două secții cu câte două autoblindate, două autocamioane Renault pentru carburant și muniții, un autoturism de comandă Delaunay-Belleville⁠(en)[traduceți] și un camion pentru aprovizionare. În noiembrie 1916, alte două autoblindate au fost primite iar grupul a fost reorganizat în Grupul de autoblindate.
Pe lângă autoblindatele Renault și Peugeot, a mai fost folosit un automobil blindat realizat la atelierele CFR în 1915 care putea fi înarmat cu o mitralieră dispusă într-o turelă fixă. În timpul războiului, alt automobil blindat a fost construit la Iași. Acest autoblindat era mai mare față de primul și era înarmat cu o mitralieră și un tun antiaerian Burileanu.

## Echipament de aviație
În anul 1913, aviația militară a cunoscut un progres simțitor având 20 de piloți brevetați și un parc de 34 de avioane. Aeronautica dispunea de:
- Avioane militare: 
  - 3 Bristol-Coandă cu motor de 50 CP;
  - 7 Bristol-Condă Tractor⁠(en)[traduceți] cu motoare de 80 CP;
  - 4 H. Farman tip 20;
  - 1 Etrich Taube cu motor de 100 CP;
  - 1 Nieuport biloc cu motor de 80 CP;
  - 1 Albatros B.I⁠(en)[traduceți] cu motor de 100 CP;
  - 8 Blériot biloc cu motoare de 80 CP aflate în proprietatea Ligii Naționale Aeriene, dar mobilizabile în caz de război.
- Avioane de școală și antrenament: 
  - 2 Bristol-Coandă cu motoare de 50 CP „coté a coté”;
  - 2 Bristol-Coandă fără motor;
  - 1 Bristol-Coandă cu motor de 70 CP;
  - 1 H. Farman model 1912⁠(en)[traduceți];
  - 2 Blériot cu motoare Anzani de 25 CP (Liga Națională Aeriană);
  - 1 Nieuport⁠(en)[traduceți] cu motor de 50 CP, pilotat de Mircea Zorileanu.

Până la izbucnirea războiului în România în 1916, numărul avioanelor a ajuns la 44.

### Avioane

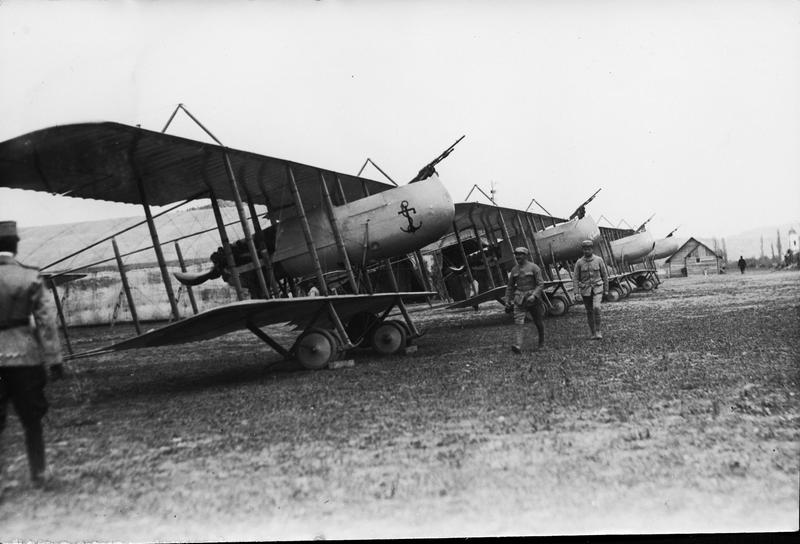
Farman F.40

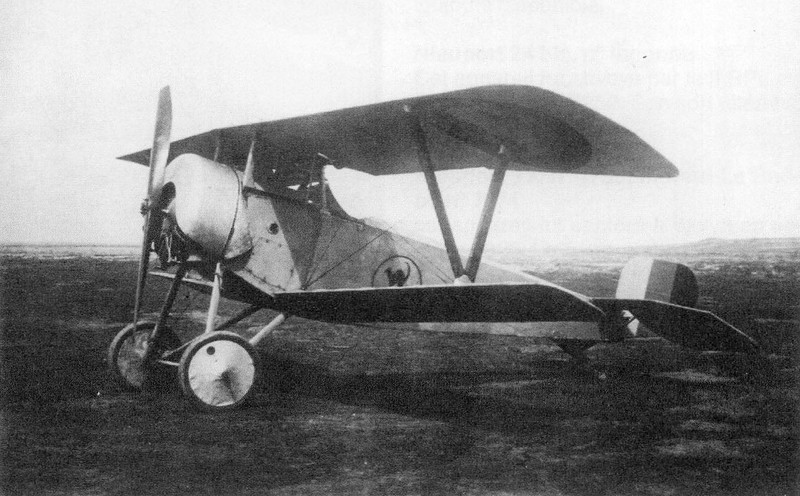
Nieuport 11

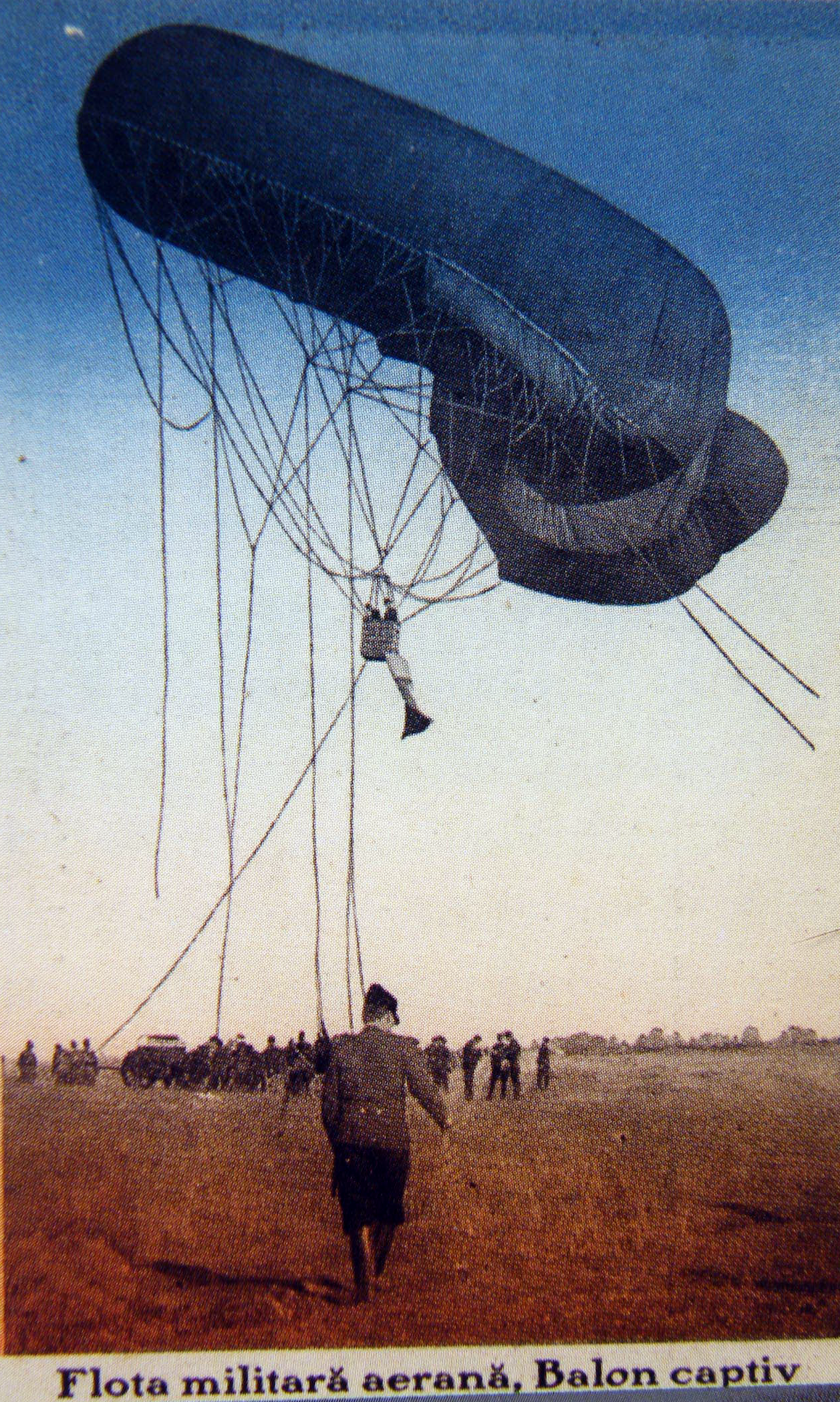
Balon captiv, pe front

- Vlaicu III⁠(en)[traduceți]
- Bristol-Coandă
- Bleriot XI
- Farman F.40
- Maurice Farman MF.11
- Henry Farman HF.20
- Voisin III
- Caudron G.3
- Caudron G.4⁠(en)[traduceți]
- Morane-Saulnier L
- Nieuport (tip 11, 12, N.17⁠(en)[traduceți], N.21⁠(en)[traduceți], N.23⁠(en)[traduceți], 24bis⁠(en)[traduceți])
- Aviatik C.I
- Breguet-Michelin 4⁠(en)[traduceți]
- Breguet 5
- Sopwith 1½ Strutter

### Echipament pentru aerostație
- Baloane captive cilindrice Drachen de 630 mc
- Baloane Caquot tip M de 930 mc

## Marina militară

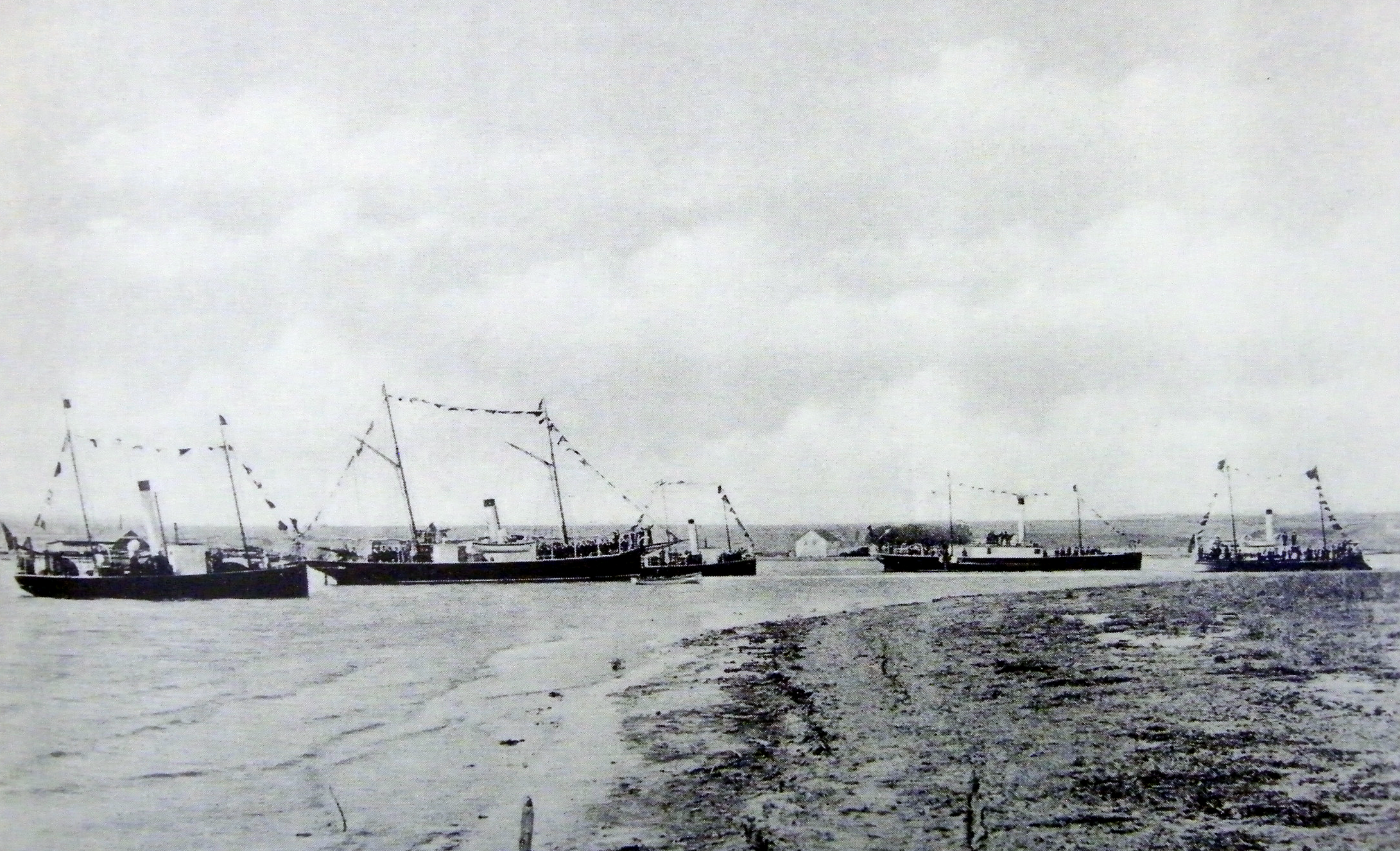
Divizia de Dunăre

Programul de dezvoltare a Marinei Militare a prevăzut achiziționare, în perioada 1886-1887, a doisprezece nave noi (un crucișător, trei torpiloare, cinci șalupe de poliție, trei șalupe canoniere) de la firme franceze și britanice, precum și diverse nave de transport și șlepuri produse la Atelierul flotilei din Galați.
Începând cu anul 1906, au intrat în înzestrarea Flotilei de Dunăre⁠(en)[traduceți] opt vedete torpiloare produse în Marea Britanie și patru monitoare cuirasate din Austro-Ungaria.:pp 271-332

### Monitoare
- „Brătianu”
- „Catargiu”
- „Lahovary”
- „Kogălniceanu”

### Vedete
- „Maior Constantin Ene”
- „Căpitan Nicolae L. Bogdan”
- „Căpitan Mihail Romano”
- „Maior Dimitrie Giurescu”
- „Maior Gheorghe Șonțu”
- „Maior Nicolae G. Ioan”
- „Locotenent Dimitrie Călinescu”
- „Căpitan Walter Mărăcineanu”